# Weimarer Gänsegurgel
In Weimar gibt es den volkstümlichen Namen Gänsegurgel für mehrere schmale Straßen oder Wege, der sich von der Luftröhre der Gänse herleitet. 
Eine davon ist eine schmale Straße, die vom unteren Teil der ehemaligen Hans-Wahl-Straße zur Jenaer Straße führt, heute Über dem Kegeltor heißt und sich in der Nähe der Kegelbrücke befindet.   Vor der Entstehung der sog. Kehre am Goethe- und Schiller-Archiv um 1800 führte über diese der gesamte Verkehr von Weimar in Richtung Jena. Weitere Fußwege am Kirschberg bzw. von der Eduard-Rosenthal-Straße zur alten Kirschbergklinik am Asbach wurden im Volksmund ebenfalls als Gänsegurgel benannt.
Nicht nur in Weimar gibt es für solche Straßen oder Wege diese Bezeichnung, wenngleich sie vermutlich die bekanntesten sind. Auch u. a. in Ilmenau gibt es einen Weg, der Gänsegurgel genannt wird, ebenso in Geisa.